# نیکلاس ماینرت
نیکلاس ماینرت (انگلیسی: Niklas Meinert؛ زادهٔ ۱ مه ۱۹۸۱) بازیکن هاکی روی چمن اهل آلمان است.
وی در مسابقات کشوری و بین‌المللی در مجموع برندهٔ ۱ مدال طلا شده‌است.